# Juillan
Juillan é uma comuna francesa na região administrativa de Occitânia, no departamento dos Altos Pirenéus. Estende-se por uma área de 8,2 km². Em 2010 a comuna tinha 4 171 habitantes (densidade: 508,7 hab./km²).